# Nathan Sinkala
Nathan Sinkala (Chingola, 22 de noviembre de 1990) es un futbolista zambiano que juega en la demarcación de defensa para el Stellenbosch FC de la Premier Soccer League.

## Biografía
Debutó como futbolista en 2008 con el Green Buffaloes FC. Tras un año se marchó cedido al Hapoel Ironi Kiryat Shmona. Con el club participó en la Liga Europea de la UEFA, siendo eliminado en la segunda clasificatoria por el PFC Litex Lovech. En 2009 volvió tras la cesión al Green Buffaloes FC, donde jugó los tres años siguientes. En 2012 fichó por el TP Mazembe, con quien ganó la Linafoot en 2012 y en 2013. En el mercado invernal de 2014 se marchó cedido al FC Sochaux-Montbéliard, y finalmente en el mercado de verano, cedido al Grasshopper Club Zürich. En el mercado invernal de 2015 volvió al TP Mazembe. Tras cinco años en el conjunto congoleño, a finales de enero de 2020 fichó por el Stellenbosch FC sudafricano.

## Selección nacional
Hizo su debut con la selección de fútbol de Zambia en 2011, llegando a participar en la Copa Africana de Naciones 2012. Además jugó con la selección para disputar la clasificación para la Copa Mundial de Fútbol de 2014, quedando eliminada al quedar segunda de grupo.

## Clubes
| Club                                | País                            | Año       | Partidos | Goles |
| ----------------------------------- | ------------------------------- | --------- | -------- | ----- |
| Green Buffaloes FC                  | Zambia                          | 2008-2009 | ¿?       | ¿?    |
| Hapoel Ironi Kiryat Shmona (cedido) | Israel                          | 2009      | ¿?       | ¿?    |
| Green Buffaloes FC                  | Zambia                          | 2009-2012 | ¿?       | ¿?    |
| TP Mazembe                          | República Democrática del Congo | 2012-2014 | 23       | 1     |
| FC Sochaux-Montbéliard (cedido)     | Francia                         | 2014      | 15       | 0     |
| Grasshopper Club Zürich (cedido)    | Suiza                           | 2014      | 11       | 0     |
| TP Mazembe                          | República Democrática del Congo | 2015-2020 | 40       | 2     |
| Stellenbosch FC                     | Sudáfrica                       | 2020-     | 27       | 4     |

## Palmarés

### Campeonatos nacionales
| Título   | Club       | País                            | Año  |
| -------- | ---------- | ------------------------------- | ---- |
| Linafoot | TP Mazembe | República Democrática del Congo | 2012 |
| Linafoot | TP Mazembe | República Democrática del Congo | 2013 |